# З веселощами й відвагою
«З веселощами й відвагою» (рос. «С весельем и отвагой») — радянський художній фільм 1973 року. Прем'єра відбулася 29 квітня 1974 року.

## Сюжет
Відслуживши в армії, Микола Семенов повернувся в риболовецький колгосп, де влаштувався на сейнер. Будучи працьовитою і прямою людиною, він вступає в конфлікт з колективом, але незабаром його авторитет зростає, і він стає в бригаді лідером. Зйомки фільму проводилися в Керчі.

## У ролях
- Михайло Єзепов — Коля Семенов (Курай)
- Лідія Константинова — Таня
- Микола Мерзлікін — Іван
- Євгенія Сабельникова — Люся
- Микола Трофімов — Микола Іванович Горбунов
- Георгій Бурков — Горшенін
- Михайло Кокшенов — Васильєв
- Валентин Голубенко — Афоня
- Федір Одиноков — Володимир Бабай
- Віктор Шульгін — Степан Трофимов, батько Люсі
- Володимир Піцек — дядько Пилип
- Анатолій Худолєєв — Васильков, радист
- Віктор Перевалов — Коляня Валюшко
- Володимир Балон — ватажок шпани
- Олександра Данилова — сусідка
- Олексій Преснецов — начальник риболовецького господарства
- Марія Барабанова — Олімпіада Василівна
- Ігор Безяєв — голова колгоспу
- Зоя Василькова — офіціантка-буфетниця
- Юрій Прокопович — шпана
- Валентин Брилєєв — епізод
- Микола Погодін — гармоніст

## Знімальна група
- Сценарист: Валентин Черних
- Режисер: Олексій Сахаров
- Оператори: Ральф Келлі, Володимир Фрідкін
- Композитор: Юрій Левітін
- Художник: Семен Валюшок